# Musée d'Art de La Haye
 (janvier 2024).
Si vous disposez d'ouvrages ou d'articles de référence ou si vous connaissez des sites web de qualité traitant du thème abordé ici, merci de compléter l'article en donnant les références utiles à sa vérifiabilité et en les liant à la section « Notes et références ».
Le musée d'Art de La Haye (en néerlandais : Kunstmuseum Den Haag) est un musée d'art situé dans la commune de La Haye aux Pays-Bas.
Ses collections sont constituées de quatre départements : les arts modernes, les arts décoratifs, la mode et les instruments de musique. 
Ce musée construit par l'architecte néerlandais Hendrik Petrus Berlage et inauguré un an après la mort de son concepteur en 1935, doit sa réputation à sa collection dédiée au peintre Piet Mondrian, la plus grande au monde, comportant notamment sa dernière œuvre Victory Boogie Woogie.

## Historique

### La création
L'initiative de la création du musée est prise en 1866 par l'Association pour la création d'un musée d'art moderne (en néerlandais : Vereeniging tot het oprigten van en Museum van Moderne Kunst). Cette organisation regroupe des notables et des artistes. Elle procède à l'achat de peintures et cherche très rapidement un espace d'exposition. Le Nieuwe Doelen et le Panorama Mesdag sont notamment utilisés temporairement comme hébergement. 
En 1906, Hendrik Enno Van Gelder, archiviste municipal, propose une nouvelle localisation pour les collections historiques de la Haye. En 1912, il est nommé directeur du Haags Gemeentemuseum. En plus de ce musée, il préconise la création d'un musée pour les arts décoratifs (passés et nouveaux), un musée pour l'art moderne néerlandais et un pour l'art moderne international. En outre, il souhaite développer un espace séparé pour les grandes expositions, une salle de lecture publique et une salle pour les conférences. 
Lorsque la Première Guerre mondiale éclate en 1914, la construction du projet est suspendue jusqu'à ce que les autorités municipales nettoient un espace vacant en 1919 (Stadhouderslaan). Hendrik Petrus Berlage est nommé architecte. En étroite collaboration avec Van Gelder, il conçoit un vaste centre culturel comprenant des salles de concert et de conférence. 
La proposition est rejetée par les autorités municipales et le projet stagne pendant plusieurs années. Ce n'est qu'en 1927 que Berlage propose un nouveau design plus modeste.

### Le bâtiment
Le musée se situe à l'ouest du quartier Zorgvliet. La construction commence en 1931. Le musée ouvre officiellement le 29 mai 1935. Le bâtiment est le dernier chantier important réalisé par l'architecte Hendrik Petrus Berlage avant sa mort en 1934. Le musée est achevé par son beau-fils Emil Emanuel Strasser (époux d'Anna Catharina Berlage (nl)). Dans le jardin à l'arrière du musée se trouve un pavillon qui porte son nom (les plans sont également réalisés par Berlage) dans lequel on trouve encore aujourd'hui une brasserie.
En 1963, l'aile Schamhart (en néerlandais : Schamhartvleugel), nommée d'après son architecte Sjoerd Schamhart (nl), est ajoutée au musée. Ce bâtiment situé au 43 du boulevard Stadhouders (en néerlandais : Stadhouderslaan 43) est connecté au bâtiment principal grâce à un pont aérien. 
Entre 1995 et 1998, le musée est restauré et c'est le bureau d'architectes Braaksma en Roos qui est choisi pour mener à bien ce projet. En même temps, le musée est agrandi. Une cave est installée sous la cour intérieure et des ateliers sont réalisés entre le musée et l'ancienne chaufferie. L'aile Schamhart est déconnectée pendant la restauration. En 2002, le Fotomuseum Den Haag (nl) et le Musée d'Art Contemporain GEM (nl) sont créés au sein du musée. 
Fin 2013-début 2014, la cour intérieure est complètement couverte pour en faire un immense espace multi-fonctionnel. Cette nouvelle salle, sous verrière et entièrement climatisée, est mise en service lors du Sommet mondial sur la sécurité nucléaire en 2014.

## Collections et présentations

### Art moderne
La collection d'art moderne offre une vue d'ensemble sur l'art néerlandais depuis le début du XIXe siècle, complétée par des exemples caractéristiques issus d'autres pays mais appartenant à la même période. Le cœur de la collection comprend l'École de La Haye (Haagse School), le symbolisme (autour de 1900), les artistes autour du mouvement De Stijl, le Bauhaus et l'expressionnisme. 
Le musée conserve notamment des peintures de Piet Mondrian, Pablo Picasso, Theo van Doesburg, Bart van der Leck, Charley Toorop, Claude Monet et Francis Bacon. Le musée achète également, après l'exposition rétrospective New Babylon en 1974, une grande partie des œuvres réalisées par Constant. 
Par ailleurs, le musée possède la plus grande collection de peintures et de dessins de Mondrian au monde. En effet, à la mort du collectionneur Sal Slijper (nl), le musée reçoit une grande partie de sa collection de Mondrian, en particulier des œuvres de sa période figurative. En 1998, le musée reçoit en cadeau une dernière peinture de Mondriaan, Victory Boogie-Woogie, de la Banque des Pays-Bas.

### Photographie
La collection de photographies contient approximativement 6 000 œuvres. Elle a été constituée pendant plusieurs décennies, à partir des années 1970. La politique d'acquisition est menée sur des thèmes classiques : portraits, natures mortes et paysages. Environ 200 chefs-d'œuvre sont acquis en 1979 ; cela comprend les photographies réalisées par des modernistes tels que Piet Zwart, Paul Schuitema (en), Gerard Kiljan (nl) et László Moholy-Nagy.
Depuis l'ouverture du Fotomuseum Den Haag (2002), la collection de photographies du musée d'Art de La Haye s'est enrichie de 2 000 à 6 000 œuvres. Cet expansion est due à l'acquisition des collections de Zoetendaal, Gerard Fieret et du photographe de La Haye Frans Zwartjes. Par ailleurs, de nombreux photographes tels que Dirk de Herder, Wally Elenbaas, Helena van der Kraan et Fons Brasser ont également effectué des donations.

### Arts décoratifs
La collection d'arts décoratifs présente des pièces en céramique, en verre, en argent, ainsi que des meubles. Le cœur de cette collection comprend de la céramique de Delft, de la céramique des Proche, Moyen et Extrême Orient, du verre ancien chinois et islamique, du verre moderne, de l'argenterie de La Haye, décoration et objets en argent d'intérieur.

#### Porcelaine de Rozenburg
Le musée a reçu deux vases rares de Rozenburg en novembre 2010. Ces vases de 75 cm de haut sont ornés de motifs floraux colorés, stylisés et d'images de deux maisons de campagne. Ils ont été commandés en 1897 comme cadeau pour un anniversaire de mariage. L'ancienne propriétaire des vases en a fait don au musée car elle a déjà beaucoup d'œuvres de Rozenburg dans la collection. 
La porcelaine de Rozenburg à La Haye était l'une des plus célèbres entreprises de porcelaine des Pays-Bas vers 1900. L'architecte T.A.C Colenbrander a été associé à Rozenburg entre 1884 et 1889 et réalise de la conception pour la porcelaine. 

#### Les pièces d'intérieurs (en néerlandais Stijlkames)
Dans le musée, il y a sept salles d'époque où les objets d'artisanat sont exposés dans l'environnement dans lequel ils étaient utilisés, tels que :
- Salle en cuir d'or (vers 1680)
- Salle Gobelin (vers 1710)
- Chambre Louis XV (vers 1770)
- Chambre japonaise (1720-1770)
- Salle Louis XVI (vers 1790)
- La Cour
- Salle Dijsselhof (1894-1897)

### Mode
Le musée possède une collection de costumes qui offre un aperçu de l'histoire de la mode néerlandaise. Outre les costumes, la collection comprend également des accessoires, des bijoux, des dessins de mode et des gravures.
Le musée du Costume des Pays-Bas (Nederlands Kostuummuseum) est ouvert en 1951 grâce à la collection privée de l'artiste Cruys Voorbergh comme base. De cette collection, les costumes régionaux sont allés au Open Air Museum à Arnhem, et les costumes de mode au musée du costume de La Haye.
La collection est une continuation de celle du musée du Costume qui est installée de 1951 à 1985 dans la rue Lange Vijverberg 14 jusqu'en 1975, puis au numéro 15 à partir de 1985. En 1985, le musée du Costume est fermé en raison de compressions budgétaires et la collection est transférée au musée d'Art de La Haye. 
En 2009, le musée achète l'ensemble de la collection printemps/été 2009 de Christian Dior, conçue par John Galliano.

### Musique
La collection d'instruments de musique présente l'histoire des instruments traditionnels européens et comprend en particulier des claviers, des instruments à cordes et à vent. Puis, les instruments d'autres cultures et de la musique électronique européenne sont venus compléter les collections. Enfin, la collection contient également des estampes, des affiches, des dessins, des médailles et des photographies relatives à la « pratique de la performance musicale ».
Une partie de la collection provient du musée d'Histoire de la musique Scheurleer (Muziekhistorisch Museum Scheurleer) qui a existé de 1905 à 1935 et a été acheté après la faillite de Scheurleer & Zoonen en 1932.

### Wonderkamers
Les Wonderkamers (« chambres merveilleuses ») sont situées au niveau -1 du musée et sont aménagées en direction d'un public enfants et adolescents. Précédemment, ce niveau abritait les collections de mode. Les Wonderkamers présentent une partie de la collection (choisie par un conservateur en collaboration avec un groupe public-cible) grâce à une grande installation interactive. 
Depuis novembre 2013, les Wonderkamers ont été rouvertes après une rénovation de deux ans et demi. Dans les 13 salles thématiques, correspondant aux sous-collections du musée, les visiteurs peuvent jouer à des jeux interactifs pour connaître la collection. Avec les Wonderkamers se trouve le Musée miniature, une collection de 2 000 œuvres d'art miniatures par plus de 850 artistes différents.

## Le parc de sculptures
1. Enfant avec un canard et un abreuvoir pour les oiseaux / Kind met eend en vogeldrinkbak (1932) de Fransje Carbasius (installé en 1949)
2. Icare / Icarus (1974) de Piet Esser
3. Objet sans nom / Untitled Object (1983) de Donald Judd
4. Jacob et l'Ange / Jacob en de Engel (1956/58) de Carel Kneulman
5. Debout et couché / Staand en liggend (1972) de Jan Maaskant
6. Grande pièce de verrouillage / Large Locking Piece (1965) de Henry Moore
7. Femme / Vrouw (1953) de Charlotte van Pallandt
8. Extracteur d'épine d'un sculpteur inconnu / Doornuittrekker (artiste inconnu)
9. La journée du gros poisson (avant la lettre) / Big Fish Day (avant la lettre) (2002) de David Bade
10. Modèle pour le relief avec des figures géométriques / Model voor het reliëf met geometrische figuren (1988-1990) de Sol LeWitt

## Expositions

### L'exposition d'été (ZomerExpo)
De 2011 à 2015, la Fondation ArtWorlds organise chaque année le ZomerExpo au musée d'Art, exposition avec un thème différent chaque année. Depuis 2016, le ZomerExpo investit d'autres musées de Pays-Bas.

### Expositions temporaires (sélection)
- Picasso à La Haye (Picasso in Den Haag), du 15 décembre 2007 au 30 mars 2008
- XXe siècle (XXste eeuw), du 8 mars au 13 septembre 2008
- Mondrian (Mondriaan), du 26 avril au 26 octobre 2008
- Cézanne, Picasso, Mondriaan, dans une nouvelle perspective (Cezanne, Picasso, Mondriaan, in nieuw perspectief), 17 octobre 2009 au 24 janvier 2010
- Kandinsky et Der Blaue Reiter (Kandinsky en Der Blaue Reiter), du 6 février au 24 mai 2010
- Voici Paris ! (Voici Paris!), du 20 février au 6 juin 2010
- Double sexe, Louise Bourgeois et Hans Bellmer (Double Sexus. Louise Bourgeois et Hans Bellmer), du 11 septembre 2010 au 16 janvier 2011
- Un regard romantique (Een romantische kijk), du 26 mars au 5 juin 2011
- Chanel : La Légende (Chanel: De Legende), du 12 octobre 2013 au 2 février 2014
- Mark Rothko, du 20 septembre 2014 au 1er mars 2015
- Karel Appel, 16 janvier - 16 mai 2016
- De Rodin à Bourgeois (Van Rodin tot Bourgeois)[5], du 15 octobre 2016 au 22 janvier 2017

## Direction
| Directrices et directeurs                       | Période                                      | Particularités |  |
| ----------------------------------------------- | -------------------------------------------- | --- |  |
| Abraham Jacobus Servaas van Rooijen (1839-1925) | 1er janvier 1887 jusqu'en 1911               | |  |
| Hendrik Enno Van Gelder (1876-1960)             | 4 mai 1912 jusqu'au 27 mars 1941             | Directeur intérimaire jusqu'en 1918 |  |
| Gerhardus Knuttel Wzn (1889-1968)               | 1er avril 1948 jusqu'au 1er mars 1948        | Lors de l'enlèvement de G. Knuttel (4 mai 1942 au 7 mai 1945) par les occupants allemands, Dirk Balfoort (1886-1964) est directeur par intérim. Balfoort remplit également cette fonction pendant la maladie de Knuttels à partir du 3 mars 1947. |  |
| Victorine Hefting, (1905-1993)                  | 1er mars 1948 jusqu'au 19 août 1950          | Première femme directrice de musée aux Pays-Bas. |  |
| Dirk Balfoort (1886-1964)                       | 19 août 1950 jusqu'au 1er juin 1951          | Directeur intérimaire. |  |
| Louis Wijsenbeek (1912-1985)                    | 1er juin 1951 jusqu'au 1er juin 1977         | |  |
| Theo van Velzen (1924-1999)                     | 1er juin 1977 jusqu'au 1er juin 1986         | |  |
| Henk Overduin (1943-1988)                       | 1er juin 1986 jusqu'en novembre 1987         | Directeur intérimaire. |  |
| Rudi Fuchs (1942)                               | Novembre 1987 jusqu'au 31 janvier 1993       | |  |
| Hans Locher (1938)                              | 1er février 1993 jusqu'au 31 août 2000       | Du 1er février 1993 au 31 décembre 1993 comme directeur intérimaire. |  |
| Wim van Krimpen (1941)                          | 1er septembre 2000 jusqu'en 31 décembre 2008 | |  |
| Benno Tempel (1972)                             | 1er janvier 2009 jusqu'à présent             | |  |